# Zechsches Palais

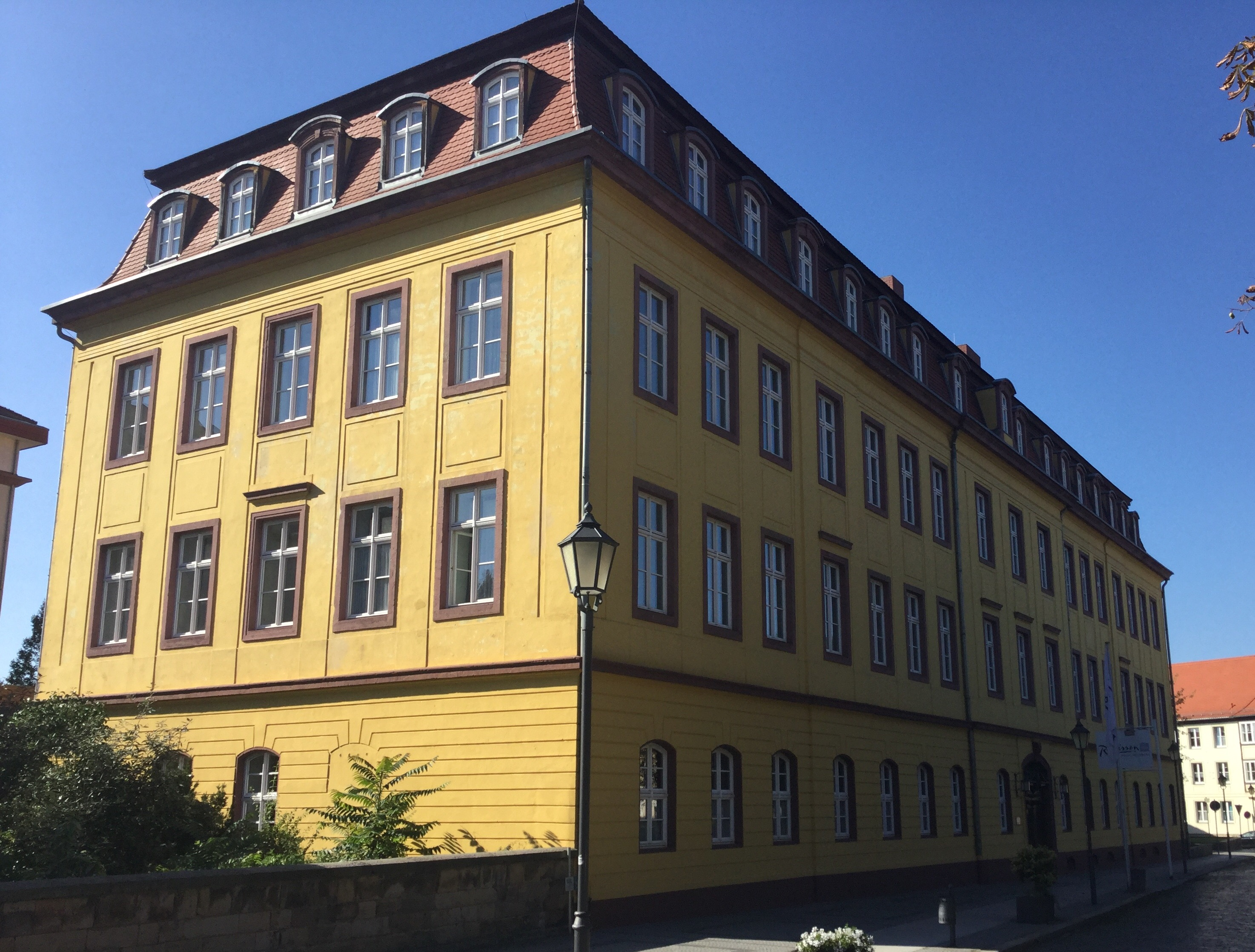
Zechsches Palais

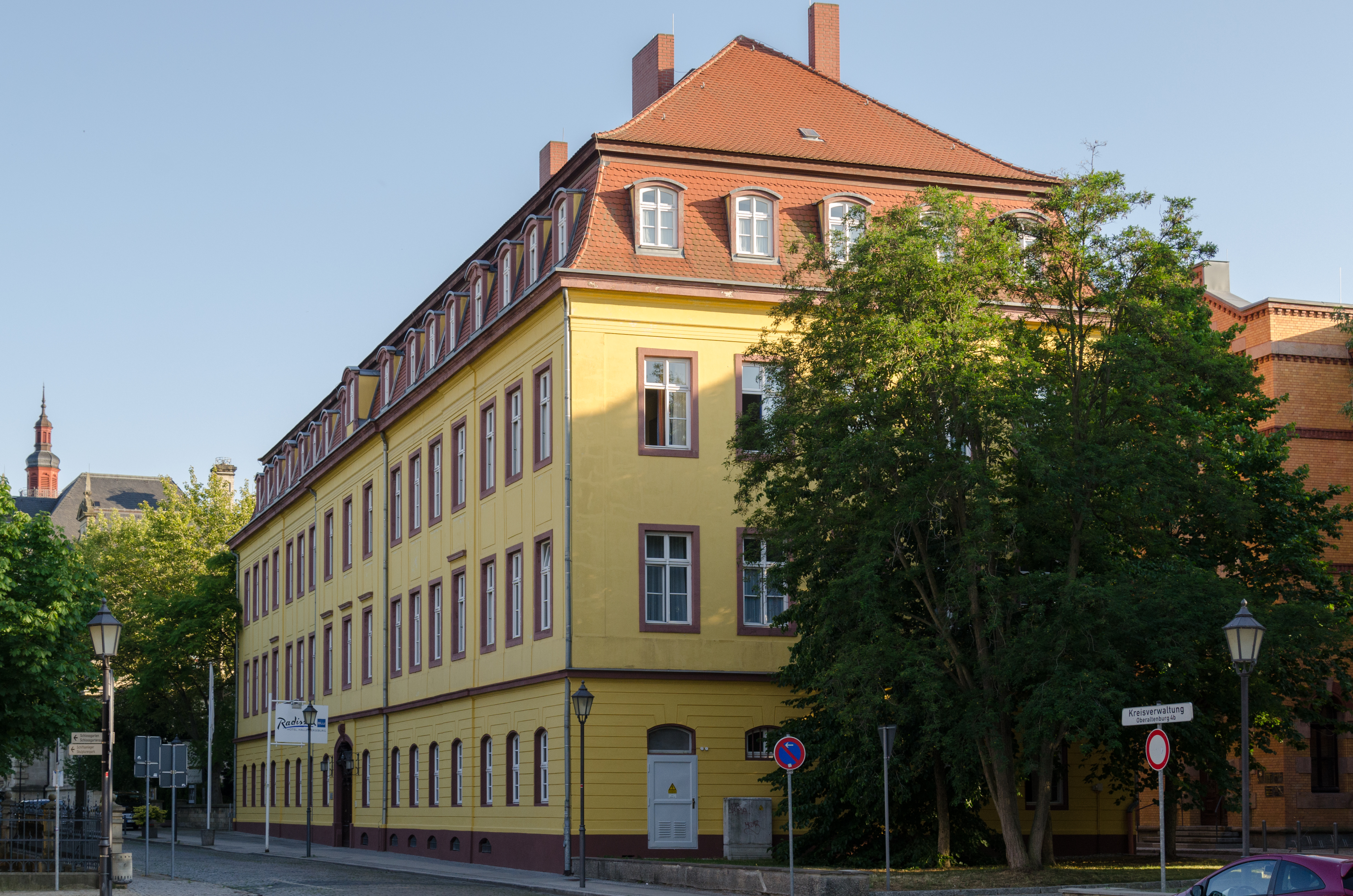
Blick von Norden, 2015

Das Zechsche Palais ist ein denkmalgeschütztes Gebäude in der Stadt Merseburg in Sachsen-Anhalt. Es ist heute Teil des Hotels Radisson Blu Merseburg.

## Lage
Das Gebäude befindet sich westlich des Schlossgartens in Merseburg auf der Westseite der Straße Oberaltenburg an der Adresse Oberaltenburg 4.

## Architektur und Geschichte
Der langgestreckte dreigeschossige Bau auf rechteckigem Grundriss entstand im Jahr 1782 wohl durch Johann Wilhelm Chryselius als Stadtpalais der Familie von Zech. Von 1835 bis 1894 diente es als Ständehaus, also als Tagungsort der Ständevertretung, dem damaligen Provinziallandtag der preußischen Provinz Sachsen und Vorläufer des heutigen Landtages von Sachsen-Anhalt. In der Zeit der DDR hatte der Volkseigene Betrieb für die Ausrüstung von Bergbau und Schwerindustrie (ABUS) seinen Sitz im Gebäude. Das Gebäude wurde in den 1980er Jahren als zweizügige POS (Polytechnische Oberschule) für die Klassen 7 bis 10  genutzt und trug den Namen Altenburger POS.
Die siebzehnachsige Fassade des repräsentativen Baus ist schlicht aber monumental im Stil des Spätbarock gestaltet. Die mittleren drei Achsen des Hauses treten als flacher Mittelrisalit hervor. In der mittleren Achse ist der Hauseingang angeordnet. Die jeweils mittlere der sieben Achsen auf der linken und rechten Seite ist gleichfalls als flacher Risalit ausgebildet. Das Erdgeschoss ist gequadert. Bedeckt ist der Bau mit einem Mansardwalmdach.
Im Rahmen der Umnutzung zum Hotelflügel in den Jahren 1993/94 wurde das Gebäude restauriert und dabei das Innere des Gebäudes stark verändert.
Im örtlichen Denkmalverzeichnis ist das Palais unter der Erfassungsnummer 094 20263 als Baudenkmal verzeichnet.